# 도라에몽 노비타와 용의기사
《극장판 도라에몽: 진구와 용의 기사》(映画ドラえもん のび太と竜の騎士)은 일본에서 1987년 3월 14일에 개봉했다.

## 줄거리
공룡이 현존 여부에 대해 얘기했다가 비웃음당한 진구는 공룡을 찾으려 하고, 도라에몽은 OX점괘를 빌려준다. 그 결과 지상엔 공룡이 존재하지 않는 걸고 나온다. 한편 왕비실는 만퉁퉁의 개발 조종에 의해 RC비행기가 날려먹을 판이 되어 쫓아간다. 결국 강까지 다다랐는데 그곳에서 자신이 이젠 없다고 말한 공룡의 실루엣을 목격한다. 진구는 빵점 시험지를 숨길 요량으로 도라에몽의 요술맨홀로 만들어진 동굴을 쓴다. 이에 진구는 신이슬에게도 알려주려다가 또 말실수를 해서 만퉁퉁과 왕비실까지 끌어들이게 된다.
최근 정신이 심란했던 왕비실는 애들과 멀리 떨어진 곳으로 가다가 우연히 넓은 공터를 발견하게 되고, 그곳에서 수십 마리의 공룡을 목격한다. 후에 다시 지하에 왔을 때, 자신이 본 것이 뭔지 확인하기 위해 비디오카메라까지 챙겨간 왕비실는 강에 빠졌던 자신의 RC비행기를 발견하고, 도망치다 미아가 되고 뭔가와 접하게 된다. 이후 동굴을 나왔던 일행은 비실이가 동굴에 남아있다는 것을 알고 찾으러 간다. 그러면서 지하인과 만나게 된다.

## 등장인물
- 도라에몽
- 노진구
- 신이슬
- 만퉁퉁
- 왕비실
- 반호

## 목소리 출연
- 도라에몽 : 오오야마 노부요
- 노진구 : 오오하라 요리코
- 신이슬 : 노무라 미치코
- 만퉁퉁 : 타테카베 카즈야
- 왕비실 : 키모츠키 카네타
- 반호 :

## 기타
- 딱히 악역이라 할만한 존재가 없는 극장판이다. 지저인들과의 싸움은 오해에서 비롯된 것이고 결국 공룡 멸망의 원인을 알게 되면서 화해했다.

- 본작의 지저인들은 상당히 발전된 종족이다. 중세시대 유럽처럼 기사가 있고, 범선 모양 함선을 쓰지만 그 함선이 차원 관련 기술로 벽을 통과하고, 자기부상 열차도 있고, 타임머신도 만드는 등 기술이 매우 발달해있다.

## 주제가
오프닝도라에몽의 노래(ドラえもんのうた)
노래 : 오오스키 쿠미코
엔딩
노래 :